# Trần Hữu Hạnh
Trần Hữu Hạnh có tên nhà báo là Trần Hạnh, (sinh năm 1954 tại Huế - mất 3/9/2015 ở Melbourne, Úc), từng là Trưởng ban Việt Ngữ đài ABC tại Úc, và là người Việt đầu tiên giữ chức vụ Trưởng ban Việt Ngữ đài BBC (1997-2001).

## Học vấn
Trần Hữu Hạnh sinh năm 1954 trong một gia đình đông anh em tại Huế, ông tốt nghiệp trung học và sau đó qua Úc du học theo học bổng Colombo vào năm 1972. Tốt nghiệp cử nhân khoa học truyền thông tại Đại học Quốc gia Úc (ANU) và theo học cao học về cùng ngành tại Đại học Canberra, ông là người say mê với truyền thông và quan tâm tới những vấn đề xã hội.

## Sự nghiệp
Từng là Trưởng ban Việt Ngữ đài ABC tại Úc, ông gia nhập BBC Việt Ngữ năm 1997 và là người Việt đầu tiên giữ chức vụ Trưởng ban Việt Ngữ đài BBC cho đến năm 2001.
Sau 4 năm nghỉ việc, ông trở lại với ngành truyền thông và trở thành người Á châu đầu tiên được giao nắm giữ chức Giám đốc điều hành Đài Radio Australia (2007-2010).

## Gia đình
Kể từ khi nghỉ làm việc tại đài BBC, ông và gia đình gồm vợ và ba người con (hai trai, một gái) trở lại Úc sống.
Cha của Trần Hữu Hạnh là một sĩ quan cấp tá Việt Nam cộng hoà, thuộc ngành quân pháp. Sau khi được cho thôi “ đi học tập cải tạo”, cha ông qua Mỹ theo diện HO. Ông nội ông đã bị giết chết trong tết Mậu Thân ở Huế.

## Nhận xét
- Trần Văn Thủy, đạo diễn điện ảnh Hà Nội: "Trần Hạnh là một trong những con người xa xứ mà cứ mải miết nghĩ về quê hương, về đất nước, những niềm vui, nỗi buồn, những thăng trầm ở quê mình, đất nước mình."[1]
- Jonathan London:"anh là trong số những người hào phóng, ân cần và nghệ sĩ, và nhìn chung là một con người đầy ấn tượng nhất mà tôi từng gặp."[1]
- Nguyễn Công Khế, cựu Tổng Biên tập báo Thanh Niên: "Trần Hạnh giỏi, nhiệt huyết, có nghề.... Qua nói chuyện tôi biết Hạnh là nhà báo rất có tâm với Việt Nam."[1]